# 道庆洲大桥
道庆洲大桥，位于中国福建省福州市仓山区和长乐区交界，是福建省首座双层公轨两用桥梁以及福州地铁6号线下洋站至营前站区间的配套工程。

## 基本信息
- 大桥主跨长度：276米[註 1][1]；
- 大桥桥面结构：体外预应力钢混结合梁结构桥面[註 2][1]；
- 大桥双曲面球形减震支座竖向承载力：1.35万吨[註 3][1]；
- 大桥全长：6.82公里[1]；
- 跨江段长度：2.3公里[1]；
- 公轨共建段长度：4.4公里[1]；
- 上下层类型：
  - 上层：双向6车道一级公路兼城市主干道[註 4][1]；
  - 下层：福州地铁6号线下洋站至营前站区间高架桥[1]。

## 历史
- 2019年7月17日，道庆洲大桥过江通道工程A1标1#主墩支座安装完成精确调位[2]；
- 2020年6月15日，道庆洲大桥实现跨江主桥顺利合龙[3][4][5]；
- 2020年10月30日，道庆洲大桥全线钢桁梁顺利贯通[6]。
- 2021年6月21日，道庆洲大桥跨江部分顺利贯通[7]；
- 2022年1月16日，道庆洲大桥主线主体部分以及沥青路面铺设已全部完成施工[8][9]；
- 2022年1月30日，道庆洲大桥正式通车[1][10]。
- 2022年11月18日，道庆洲大桥A、C匝道正式开放通行[11]。